# Liste der osttimoresischen Botschafter in Malaysia

Malaysia (grün) und Osttimor (orange)

Diese Liste führt die osttimoresischen Botschafter in Malaysia auf. Die Botschaft befindet sich in der Jalan Ampang Hilir, No. 62, 55000, Kuala Lumpur.
| Name                               | Amtszeit  | Anmerkungen                                                                          |
| ---------------------------------- | --------- | ------------------------------------------------------------------------------------ |
| Djafar Alkatiri                    | 2002–2004 | Ernennung: 26. Juli 2002 Bitte um Entlassung im April 2004 Entlassung: 14. Juli 2004 |
| ?                                  |           |                                                                                      |
| Juvêncio Martins                   | 2009–2011 | Gleichzeitig Botschafter in Myanmar und Vietnam                                      |
| José António Amorim Dias           | 2012–2017 | Akkreditierung: 15. März 2012; Bis 2016 auch Botschafter für Myanmar.                |
| Maria Olandina Isabel Caeiro Alves | 2017–2021 | Ernennung: 30. Juni 2017                                                             |
| Joana Veneranda Amaral             | 2021–2024 | Vereidigung: 8. Oktober 2021                                                         |
| Lisualdo Gaspar                    | seit 2024 | Vereidigung: 22. Mai 2024                                                            |